# Спасская (приток Спасски)

Спасская — река в России, протекает в Даровском и Котельничском районах Кировской области. Устье реки находится в 1,8 км по левому берегу реки Спасска. Длина реки составляет 19 км.
Исток реки в урочище Чивили севернее деревни Кулак в 6 км к юго-востоку от посёлка Даровской. Река течёт на юго-восток, впадает в Спасску у села Спасское (центр Спасского сельского поселения) в двух километрах выше впадения Спасски в Молому. Ширина реки перед устьем составляет 9 метров.

## Данные водного реестра
По данным государственного водного реестра России относится к Камскому бассейновому округу, водохозяйственный участок реки — Вятка от города Киров до города Котельнич, речной подбассейн реки — Вятка. Речной бассейн реки — Кама.
По данным геоинформационной системы водохозяйственного районирования территории РФ, подготовленной Федеральным агентством водных ресурсов:
- Код водного объекта в государственном водном реестре — 10010300312111100035935
- Код по гидрологической изученности (ГИ) — 111103593
- Код бассейна — 10.01.03.003
- Номер тома по ГИ — 11
- Выпуск по ГИ — 1